# Mbeluh
Mbeluh est un village au sud-est de l'arrondissement (commune) de Bali situé dans le département du Mezam et la Région du Nord-Ouest du Cameroun, un pays d'Afrique centrale.

## Population
Lors du recensement national de 2005, 302 personnes y ont été dénombrées.
Des projections plus récentes ont abouti à une estimation de 2 088 personnes pour 2011.

## Éducation
Le village de Mbeluh compte en son sein une infrastructure scolaire, le G.S Mbeluh, un établissement qui accueille en moyenne 95 enfants chaque année.

## Eau et Électricité
Le village se contente d'une pompe d'eau et, selon les rapports, l'eau n'est encore potable.